# Solanum ternatum
Solanum ternatum är en potatisväxtart som beskrevs av Hipólito Ruiz López och Pav.. Solanum ternatum ingår i släktet skattor som ingår i familjen potatisväxter. IUCN kategoriserar arten globalt som otillräckligt studerad. Inga underarter finns listade i Catalogue of Life.